# Kōta Hirano
Kohta Hirano (平野耕太, Hirano Kouta, nascut el 14 de juliol de 1973) és un mangaka japonès nascut a Adachi, Tòquio (Japó). És conegut per la sèrie manga Hellsing.

## Carrera
Va iniciar la seva carrera com a assistent de mangaka (es descriu a ell mateix com a "horrible" i "mandrós" en aquesta ocupació d'assistent) i posteriorment, com a artista de manga, va passar a gaudir d'un èxit limitat amb mangues relativament desconeguts com Angel Dust, Coyote, Gun Mania i Hi Tension. El seu primer gran èxit va arribar amb la sèrie de manga Hellsing, que va iniciar l'any 1997 i posteriorment es va publicar mensualment a la revista de manga Young King OURs.
No obstant això, Hellsing no és la primera sèrie de Hirano en publicar-se al Young King Ours mensual. L'any 1996 es va publicar en aquesta revista l'antecessor de Hellsing, The Legend Of The Vampire Hunter, una altra sèrie de Hirano que és un conte basat en la Segona Guerra Mundial. La història té lloc en una estació de tren a Rússia, i compta amb dos personatges femenins (sorprenentment similars als personatges d'Integra Hellsing i Yumiko/Yumie a Crossfire), i que són en realitat espies encobertes del règim alemany, amb un propòsit comú: l'èxit de l'Operació Barbarossa. Aquesta història es va veure embolicada en una qüestió de títols dels King Young Ours, però, a causa del llançament de Hellsing, i la sèrie de manga es va descontinuar en favor del mateix Hellsing.
A Otakon l'any 2006 Hirano va dir en una entrevista que en un any i mig o dos anys acabaria Hellsing. El mes d'octubre de 2008 va terminar Hellsing en el capítol 95. Mentre que posava fi a la seva Manga més reconegut, Hirano pensava en el nou projecte Drifters, sobre un guerrer japonès de l'època feudal que es transporta a una dimensió desconeguda. Drifters va aparèixer el mes d'abril 2009.

### Obres
| - Angel Dust - Assassin Colosseum - Be Wild!! - Bishōnen de Meitantei de Doesu - Count Pierre Eros' Gorgeous Daily Grind - Coyote - Crossfire - Daidōjin Monogatari - Deep - Desert Schutzstaffel | - Drifters - Doc's story - Front - Gun Mania - Hellsing - Hellsing: The Dawn - Hi-Tension - Hi-and-Low - Ikaryaku - Ikasu Sōtō Tengoku | - karera no Shūmatsu - Koi no Strikeback - Mahō no Muteki Kyōshi Kawaharā Z - Magic School - Susume! Ikaryaku - Susume!! Seigaku Dennō Kenkyūbu - The Legends of Vampire Hunter - The Weekenders - UFO 2000 |